# Stadsgeschiedenis
Stadsgeschiedenis of Urban history is een betrekkelijk nieuwe discipline binnen de studie van de geschiedenis die zich richt op de processen die een rol spelen bij het ontstaan en de ontwikkeling van steden. 
Stadsgeschiedenis richt zich op de geografische, demografische, economische, sociale, politiek-institutionele en cultureel-mentale standen van zaken en ontwikkelingen bij het ontstaan en de ontwikkeling van steden en probeert die in samenhang te analyseren. Onderzoek op het gebied van Stadsgeschiedenis is daarom over het algemeen een multidisciplinaire activiteit.
Stadsgeschiedenis richt zich niet op de geschiedenis van individuele steden, tenzij de bevindingen hiervan een bijdrage leveren aan synthetiserend stadshistorisch onderzoek. Geschiedschrijving die zich beperkt tot de geschiedenis van individuele steden zou ter onderscheiding als 'stedengeschiedenis' aangeduid kunnen worden.